# Gouda Noord
Gouda Noord (in Gouda zelf meestal aangeduid als Noord) is een woonwijk in de stad en gemeente Gouda, in de Nederlandse provincie Zuid-Holland. De helft van de woningen in de wijk dateert uit de wederopbouwperiode. In de wijk wonen 10.340 mensen op 1 januari 2022. Ten tijde van de bouw lag de wijk in het noorden van de stad Gouda, maar nu is dat niet meer zo. De in de jaren '70 gebouwde wijk Plaswijck ligt noordelijker. Achterwillens valt ook onder deze wijk, maar wordt soms ook als zelfstandige wijk gezien.

## Buurten in Gouda Noord
Gouda Noord is onderverdeeld in 6 buurten:
- Ouwe Gouwe
- Statensingel
- Wethouder Venteweg
- Achterwillens
- Slagenbuurt
- Goudse Hout[2]

Binnenstad (incl. Nieuwe Park) · Bloemendaal · Plaswijck · Noord (incl. Achterwillens) · Korte Akkeren · Kort Haarlem (incl. Josephbuurt, Oosterwei, Vreewijk en Voorwillens) · Goverwelle · Stolwijkersluis · Westergouwe (incl. Oostpolder in Schieland met Broek en Broekhuizen)